# Federath (Overath)
Federath ist ein Ortsteil von Marialinden in der Stadt Overath im Rheinisch-Bergischen Kreis in Nordrhein-Westfalen, Deutschland. Es liegt etwa 6 km östlich vom Kernbereich von Overath auf einer Höhe von 300 Metern.

## Geschichte
Die Topographia Ducatus Montani des Erich Philipp Ploennies, Blatt Amt Steinbach, belegt, dass der Wohnplatz bereits 1715 vier Hofstellen besaß, die als Fetterath beschriftet sind. Carl Friedrich von Wiebeking benennt die Hofschaft auf seiner Charte des Herzogthums Berg 1789 als Vederath. Aus ihr geht hervor, dass der Ort zu dieser Zeit Teil der Honschaft Oderscheid im Kirchspiel Overath war.
Der Ort ist auf der Topographischen Aufnahme der Rheinlande von 1824 als Federath verzeichnet. Die Preußische Uraufnahme von 1845 zeigt den Wohnplatz unter dem Namen Fedderath. Ab der Preußischen Neuaufnahme von 1892 ist der Ort auf Messtischblättern regelmäßig als Federath verzeichnet.
Der Ort lag an der Brüderstraße, einer bedeutenden mittelalterlichen Altfernstraße von Flandern über Köln nach Leipzig. Innerhalb des Orts verläuft heute auf der Trasse des alten Höhenwegs die Verbindungsstraße von Lorkenhöhe nach Heckhaus.
1822 lebten 52 Menschen im als Hof und Weiler kategorisierten Ort, der nach dem Zusammenbruch der napoleonischen Administration und deren Ablösung zur Bürgermeisterei Overath im Kreis Mülheim am Rhein gehörte. Für das Jahr 1830 werden für den als Pachtgut bezeichneten Ort 61 Einwohner angegeben. Der 1845 laut der Uebersicht des Regierungs-Bezirks Cöln als Dorf kategorisierte Ort wurde unter dem Namen Föderath aufgeführt und besaß zu dieser Zeit 20 Wohngebäude mit 89 Einwohnern, alle katholischen Bekenntnisses. Die Gemeinde- und Gutbezirksstatistik der Rheinprovinz führt Federath 1871 mit 29 Wohnhäusern und 126 Einwohnern auf. Im Gemeindelexikon für die Provinz Rheinland von 1888 werden für Federath 31 Wohnhäuser mit 127 Einwohnern angegeben. 1895 besitzt der Ort 24 Wohnhäuser mit 115 Einwohnern und gehörte konfessionell zum katholischen Kirchspiel Marialinden, 1905 werden 22 Wohnhäuser und 114 Einwohner angegeben.

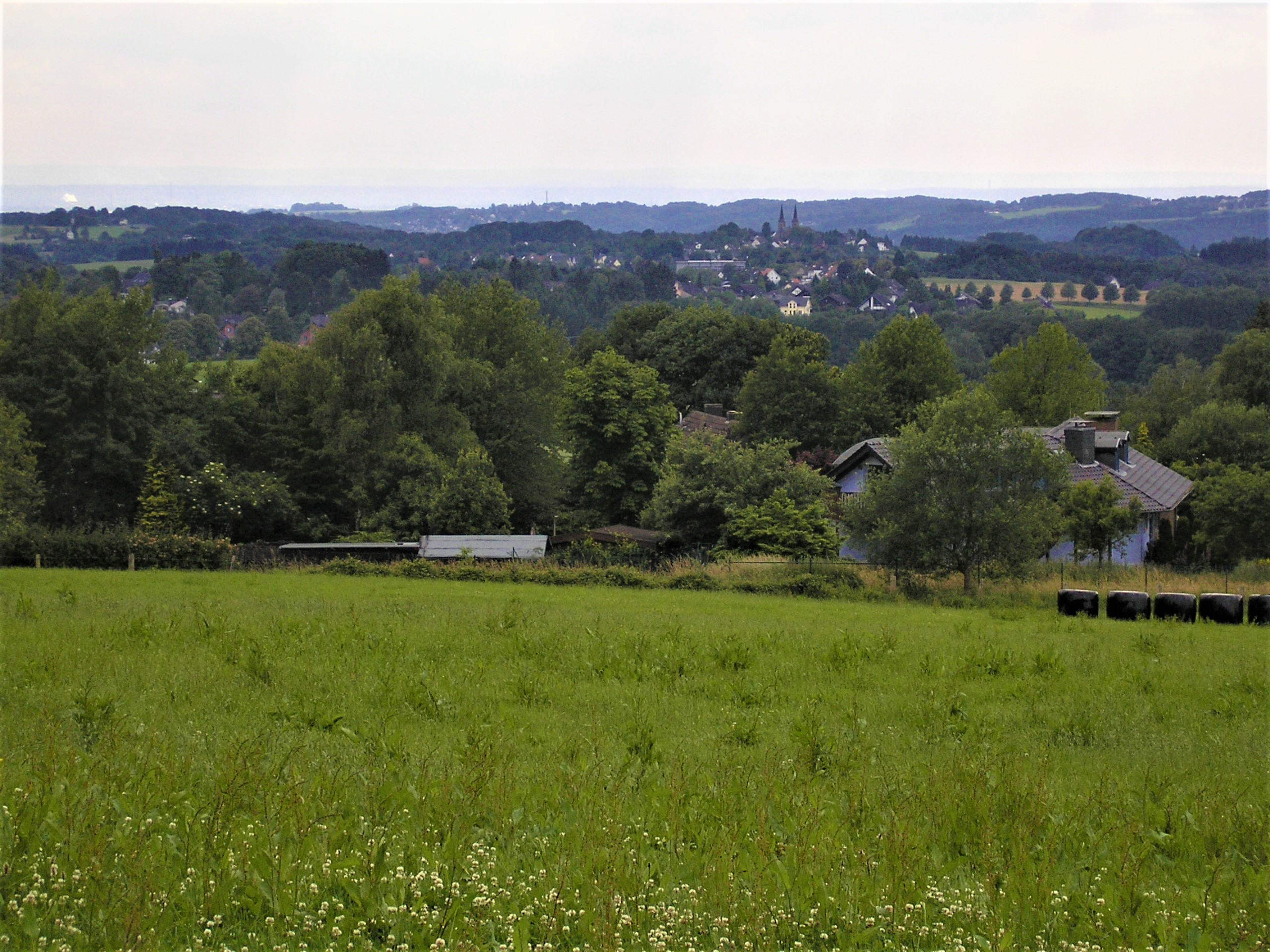
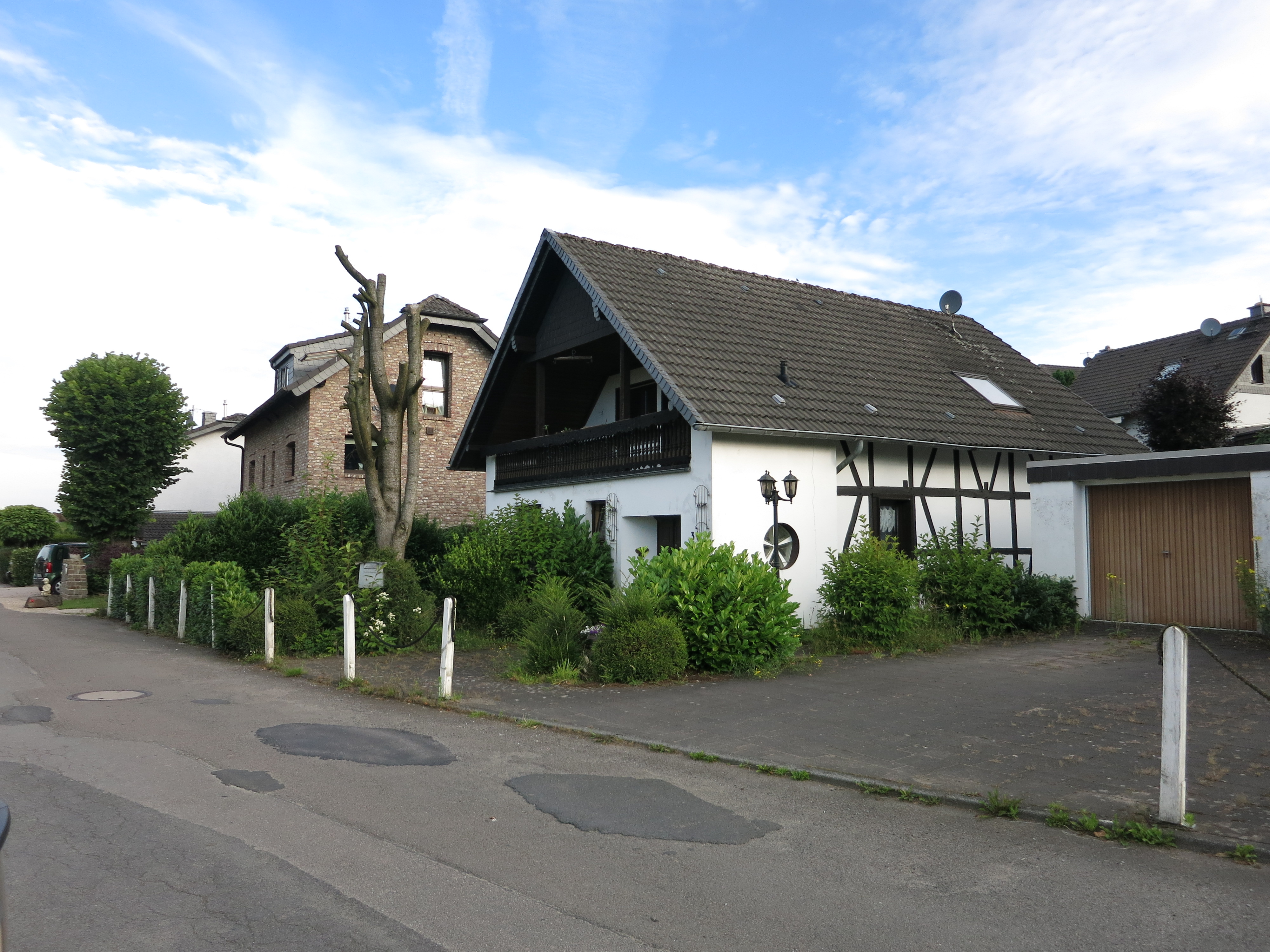
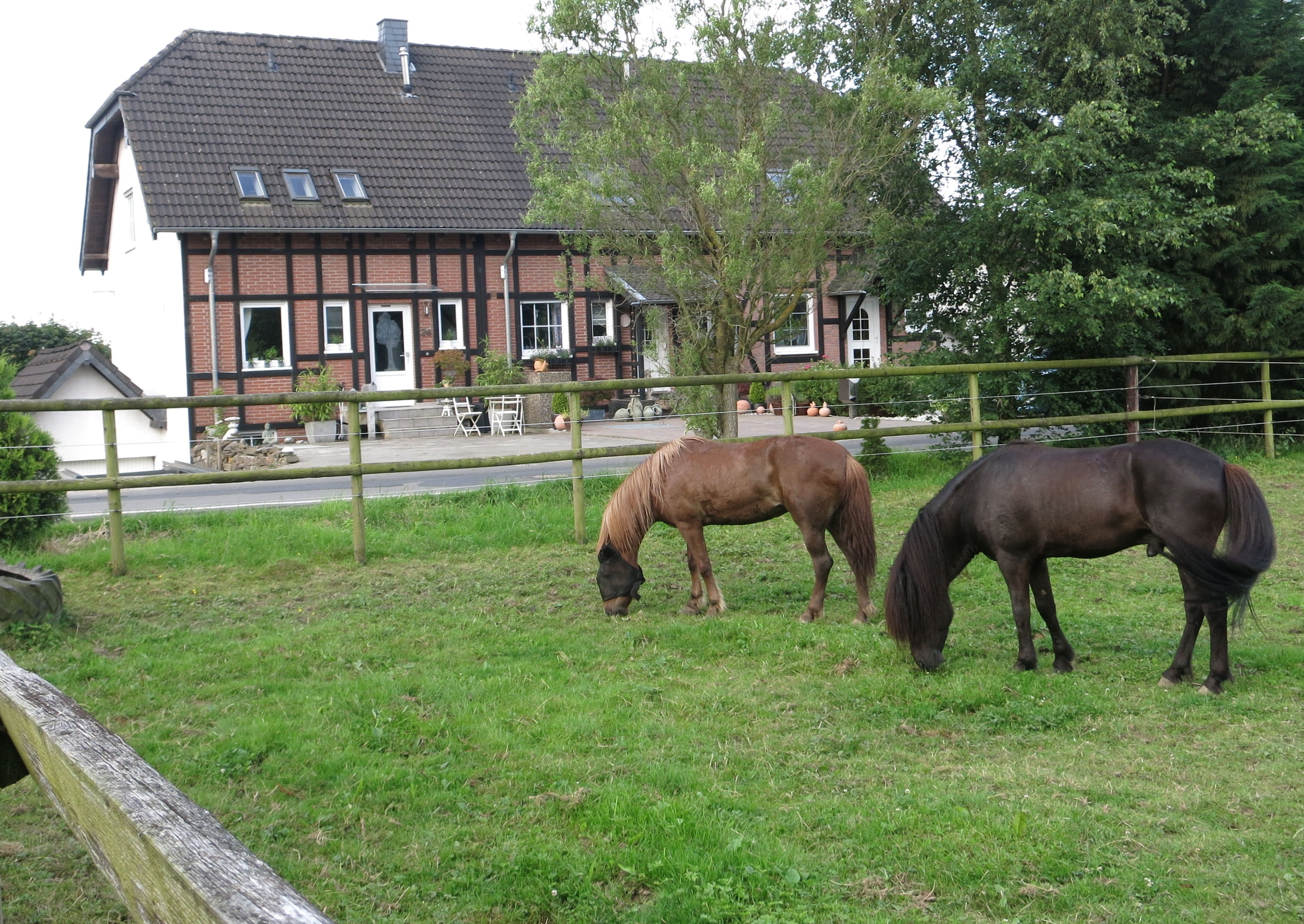
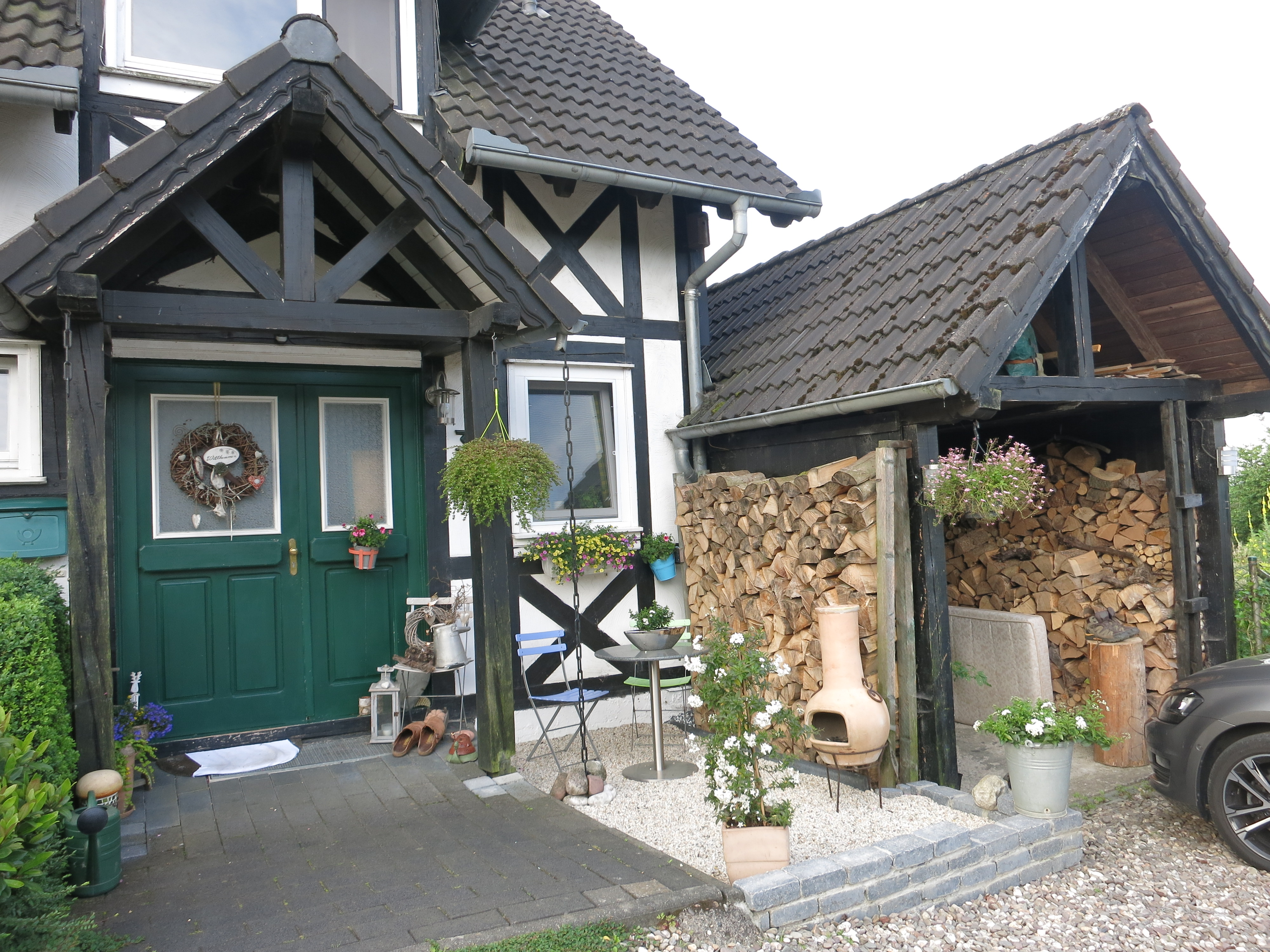